# Schistometopum thomense
Schistometopum thomense é uma espécie de anfíbio gimnofiono da família Caeciliidae. É endémica de São Tomé e Príncipe. 